# Ribadeo
Ribadeo is een gemeente in de Spaanse provincie Lugo in de regio Galicië met een oppervlakte van 109 km². Ribadeo telt 9.972 inwoners (1 januari 2016).
Ribadeo ligt aan het estuarium van de Ría del Eo, ook soms de Ría de Ribadeo genoemd, een rivier die Galicië scheidt van Asturië. Ribadeo is dan ook de meest noordoostelijke gemeente van Galicië.
Het estuarium wordt overbrugd door de A-8, de Autovía del Cantábrico, die ook de bewoonde kern van Ribadeo in het noorden scheidt van de kustlijn van de Cornisa Cantábrica.
Ribadeo was een etappeplaats met aankomst en vertrek in de Vueltas van 1936, 1947 en 1948.

## Demografische ontwikkeling

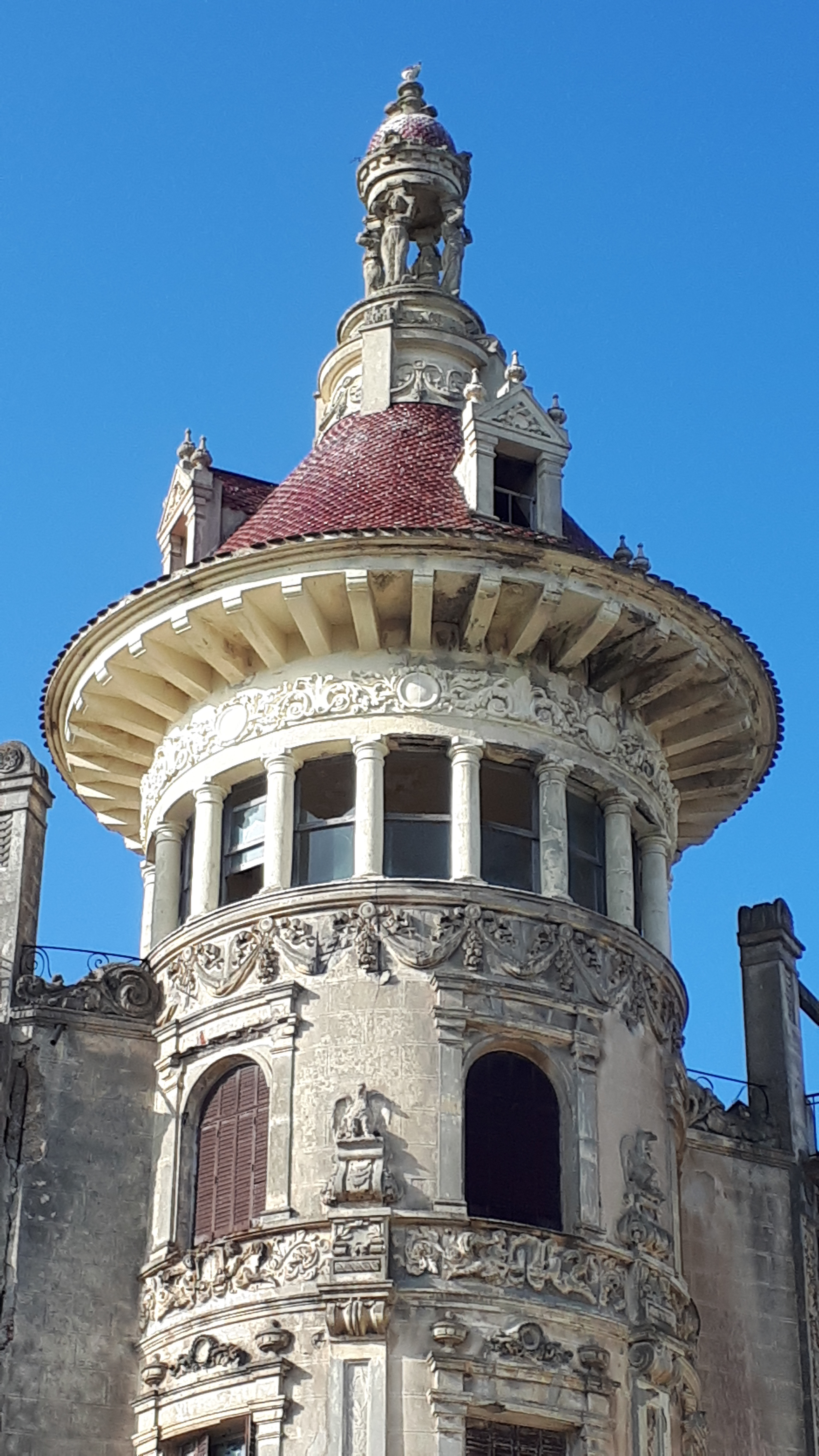
Torre de los Moreno (1915).

Bron: INE; 1857-2011: volkstellingen
Abadín · Alfoz · Antas de Ulla · Baleira · Baralla · Barreiros · Becerreá · Begonte · Bóveda · Burela · Carballedo · Castro de Rei · Castroverde · Cervantes · Cervo · Chantada · O Corgo · Cospeito · Folgoso do Courel · A Fonsagrada · Foz · Friol · Guitiriz · Guntín · O Incio · Láncara · Lourenzá · Lugo · Meira · Mondoñedo · Monforte de Lemos · Monterroso · Muras · Navia de Suarna · Negueira de Muñiz · As Nogais · Ourol · Outeiro de Rei · Palas de Rei · Pantón · Paradela · O Páramo · A Pastoriza · Pedrafita do Cebreiro · A Pobra do Brollón · Pol · A Pontenova · Portomarín · Quiroga · Rábade · Ribadeo · Ribas de Sil · Ribeira de Piquín · Riotorto · Samos · Sarria · O Saviñao · Sober · Taboada · Trabada · Triacastela · O Valadouro · O Vicedo · Vilalba · Viveiro · Xermade · Xove